# نهاوزن
نهاوزن (به آلمانی: Neehausen) یک منطقهٔ مسکونی در آلمان است که در Seegebiet Mansfelder Land واقع شده‌است. نهاوزن ۲۷۵ نفر جمعیت دارد.